# Mil Amantes
"Mil Amantes" je drugi singl s albuma Easy to See grupe Feminnem. Pjesmu pjevaju zajedno s bugarskim predstavnikom na Pjesmi Eurovizije 2010. - Mirom i reperom Sir Jamom.

## Popis pjesama
| 1.   | »Mil Amantes« (feat. Miro & Sir Jam) | 3:55 |
| 2.   | »1 000 000 razloga«                  | 3:13 |
| 7:08 |                                      |      |